# Song Pyŏngjun
Song Pyŏngjun (20 août 1857 - 1er février 1925) est un homme politique coréen. Il s'est notamment illustré au début du XXe siècle en tant que principal chef de l'Iljinhoe, un mouvement de collaborateurs favorable au Japon et favorisa ainsi l'annexion de la Corée par le Japon à la suite du traité de Jongmi et du traité d'annexion de 1910. Son surnom était Jeam (제암 ; 濟庵) et son nom japonais  Noda Heajiro (野田 平次郞, のだ へいじろう).